# Звяр от Жеводан
Звярът от Жеводан (на френски: La Bête du Gévaudan) е загадъчно, подобно на вълк същество, което убивало и изяждало хора в територията на френската провинция Жеводан (днес департамент Лозер), по точно в Маджеридските гори в южната му част, между 1764 и 1767 година. Жертвите на звяра са над 230 души, от които 123 изядени. За него отдавна се води спор, най-вече за същността му. Това е една от многото мистерии във френската история, наред с тази за Желязната маска.

## Външен вид и поведение
Описвали го като вълкоподобно същество, но по-голямо от вълк. Някои хора дори считали, че е опитомена хиена или куче, което било обучено да убива.

## Нападения

### 1764
За първи път се споменава за гигантския вълк от Жеводан на 1 юни 1764 г. Той напада стадо крави в местността край гората Меркуар.

### 1765
Масово започва да се говори за звяр, подобен на вълк, но значително по-голям. В тази година вълкът атакува много хора, като жертви най-често са жени и деца между 9 и 13 години, излезли в покрайнините на Жеводан и околната местност.

### 1767
След дълго отсъствие звярът се завръща и убива младеж в Понтежу (Pontajou). Забелязан е от фермер да се разхожда рано сутрин из полето.
Интересен факт е, че гигантският вълк не напада домашни и селскостопански животни, а само хора. Мнозина го забелязват вечер край дворовете си и рано сутрин край горските масиви. Тази година е и последната, в която писмено се споменава за звяра.
В 1767 г. е убит гигантски вълк, като мнозина смятат, че това е звярът, който е нападал Жеводан и околните градове.

## Лов на Звяра
Жан Шастел бил отшелник, живеещ до гората в Жеводан. Един ден съобщил на хората, че му е писнало и иска да сложи край на историята със звяра. Направил три сребърни куршума, които осветил при местния свещеник, скрил се в гората и зачакал. Когато звярът, считан от местните дори за върколак, се появил, Шастел стрелял и с първия изстрел убил чудовището. Занесъл трупът при краля, но трупът бил изхвърлен, защото имал неприятна миризма. Така останките на съществото били изгубени.

## Идентификация на Звяра
Твърди се, че звярът е имал червени очи и е бил подобен на вълк. От него е взета и идеята за 5-ия сезон на сериала „Teen Wolf“.

## Антоан Шастел и Звяра от Жеводан
Новите факти сочат, че Шастел е замесен във всичките нападения или по-точно той е отговорникът.

### На английски
- Страница за Звяра на сайта Unknown Explorers
- Occultopedia: Звярът от Жеводан
- Сянката на Звяра Архив на оригинала от 2006-04-29 в Wayback Machine.
- Зоологичеса градина за криптиди: Звярът от Жеводан
- Beast of Gévauland, постановка на Théâtre S’Amourailles Архив на оригинала от 2008-01-04 в Wayback Machine.
- Cassiopaea.org: Window Fallers Архив на оригинала от 2006-03-31 в Wayback Machine.
- Сайт, посветен на Звяра Архив на оригинала от 2007-12-25 в Wayback Machine.

### На френски
- Bete Du Gevaudan – най-дългия сайт, посветен на Жеводанския звяр
- Друг голям сайт за Звяра, с много исторически документи Архив на оригинала от 2007-06-30 в Wayback Machine.
- Странца за Звяра в Tao-Yin Архив на оригинала от 2008-02-02 в Wayback Machine.
- Още един голям сайт за Звяра
- Страница, посветена на Звяра на сайта Loups de Gevaudan Архив на оригинала от 2008-02-12 в Wayback Machine.

### На руски
- Най-големите бели вълци: А. Кузовкин, В. Непомнещи – Звярът от Жеводан Архив на оригинала от 2008-01-25 в Wayback Machine.
- Terra Incognita: Върколакът от Жеводан Архив на оригинала от 2008-05-09 в Wayback Machine.
- Жеводанският звяр на сайта „Великите убийци“
- П.Привалов – Кървавото чудовище от Жеводан
- Абел Шевале – разказ на очевидец Архив на оригинала от 2009-06-09 в Wayback Machine.

### На български
- Чудовището от Жеводан на сайта „ЗооМания“[неработеща препратка]